# Културно присвајање
Културно присвајање или културна апропријација је неприкладно или непризнато усвајање елемента или елемената једне културе или идентитета од стране припадника друге културе или идентитета. Ово може бити контроверзно када припадници доминантне културе одговарају мањинским културама.
Они који ово присвајање виде као експлоатацију наводе да су културни елементи изгубљени или изобличени када су уклоњени из њиховог изворног културног контекста и да су такви прикази непоштовање или чак облик скрнављења. Културни елементи који могу имати дубоко значење за оригиналну културу могу бити сведени на „егзотичну“ моду или играчке од стране оних из доминантне културе. Кјерстин Џонсон је написао да, имитатор, „који не искуси то угњетавање, може привремено да 'глуми' 'егзотичног' другог, а да не доживи било какву од свакодневних дискриминација са којима се суочавају друге културе". Академик, музичар и новинар Грег Тејт тврди да присвајање и „фетишизација” култура, у ствари, отуђује оне чија се култура присваја.

## Преглед
Културно присвајање може укључивати употребу идеја, симбола, артефаката или других аспеката визуелне или невизуелне културе коју је направио човек. Као концепт који је контроверзан у својој примени, исправност културног присвајања била је предмет многих дебата. Противници културног присвајања виде многе случајеве као незаконито присвајање када је предметна култура мањинска култура или је у друштвеном, политичком, економском или војном статусу подређена доминантној култури или када постоје друга питања која су укључена, нпр. као историја етничких или расних сукоба.

## Примери

### Уметност, књижевност, иконографија и украси
Уобичајен пример културног присвајања је усвајање иконографије друге културе и њено коришћење у сврхе које оригинална култура нису намеравале или чак увредљиве обичаје те културе. Примери укључују спортске тимове који користе имена или слике племена Индијанаца као маскоте; људи који нису пореклом из културе који носе накит или моду која укључује верске симболе као што је медицински точак или крст без икаквог веровања у религију иза себе, или носе предмете од дубоког културног значаја и статуса који се морају зарадити, као што је ратна капа, а да није стекао право. Копирање иконографије из историје друге културе, као што су полинезијске племенске тетоваже, кинески ликови или келтска уметност која се носи без обзира на њихов изворни културни значај, такође се може сматрати присвајањем. Критичари праксе културног присвајања сматрају да одвајање ове иконографије од њеног културног контекста или третирање као кич ризикује да увреди људе који поштују и желе да сачувају своју културну традицију.
Историјски гледано, неки од случајева културног присвајања који се најжешће расправљају десили су се на местима где је културна размена највећа, као на пример дуж трговачких путева у југозападној Азији и југоисточној Европи. Неки научници Отоманског царства и старог Египта тврде да су отоманске и египатске архитектонске традиције дуго биле лажно тврђене и хваљене као персијске или арапске.

#### Индијанска религија и церемоније
Џ. К. Роулинг је у својој веб серији Историја магије у Северној Америци оптужена да је злоупотребила духовна веровања, симболизам и традиције различитих живих култура Индијанаца и претворила их у стереотипе и фантазијске игре без признавања или поштовања да су они светиња, а интелектуална својина савремених индијанских заједница. Оптужена је да је религиозне фигуре и свете симболе бројних индијанских култура свела на маскоте.

#### Свастика и нацистички Хакенкројц (кукасти крст)
Свастика је свети симбол за многе културе широм света, укључујући будисте, џаинисте, хиндуисте, као и многе аутохтоне народе. Симбол означава плодност и срећу, и постоји много хиљада година. Током 1930-их, западни свет је у великој мери почео да повезује древну свастику са германским/нордијским крстом због присвајања и употребе симбола сличног облика који су Адолф Хитлер и Нацистичка партија назвали „кукасти крст“. Постоје модерне групе као што је Коалиција хиндуиста Северне Америке које настоје да преокрену или поврате држање Хакенкројца над свастиком на Западу. Келтски крст су на сличан начин преузели неки бели супрематисти.

### Мода
Културно присвајање је контроверзно у модној индустрији због веровања да неки трендови комерцијализују и појефтињују древно наслеђе аутохтоних култура.

#### Савремено доба
Неколико модних дизајнера и модела представило је имитације ратних капа Индијанаца на својим модним ревијама, као што је Викторија'с сикрет 2012. године, када је манекенка Карли Клос носила једну током своје шетње по писти; портпарол Навахо нације назвао је то „ругањем“.
Надбискуп Англиканске цркве Џастин Велби рекао је да је распеће "сада само модна изјава и да је изгубило своје верско значење". Распећа су у јапанску лолиту моду уградили нехришћани у културном контексту који се разликује од његовог првобитног значења као хришћанског верског симбола.
У 2018. години, Гучи дизајнери су критиковани јер су послали беле моделе на модну писту на недељи моде у Милану са религиозним покривачем за главу Сика. Хиљаде чланова заједнице Сика поделили су бес и разочарање што је бренд користио свети религиозни симбол Сика за профит. Традиционално у сикизму, турбан носе и мушкарци и жене као симбол побожности, части и духовности, међутим, многи људи из заједнице Сика, укључујући Авана Џогија, сматрали су да је то „увредљиво“ и „неодговорно“ за белог модела да носи турбан.

### Фризуре, шминка и модификације тела
- Вође старог Израела осудиле су усвајање египатских и хананских обичаја, посебно шишање на кратко или бријање браде. Истовремено, Стари завет разликује верско обрезање Јевреја од култура, као што су Египћани, где је пракса имала естетске или практичне сврхе.
- Током раног 16. века, европски мушкарци су опонашали кратке редовне фризуре и браде на поново откривеним древним грчким и римским статуама. Увијена коса коју је фаворизовао, Регентског периода денди Беау Бруммел такође је инспирисана класичном ером.
- Током 17. века, Луј XIV је почео да носи перике како би прикрио ћелавост. Као и многе друге француске моде, ово су брзо присвојили дворјани из доба барока у Енглеској и остатку Европе, до те мере да су мушкарци често бријали главе како би им перика била правилно постављена.
- Амерички војници током Другог светског рата присвојили су фризуру Мохавк истоименог племена Индијанаца како би застрашили своје непријатеље. Касније су их носили џез музичари 1950-их попут Сонија Ролинса и панк субкултура из 1980-их.[36]
- Током раних 2000-их, на Западу је било популарно добијати племенске тетоваже преузете из афричке и полинезијске културе, као и пирсинге на ушним шкољкама познатим као чепови, који се славно повезују са Будом.[37]
- Постоји дебата о нецрним људима који носе дредове – фризуру коју многи повезују са афричком и афричком дијаспором, као што је јамајчански растафари – и да ли је то културна апропријација.[38] Године 2016. објављен је вирални видео снимак младог црног студента који се свађа са белим студентом и оптужује га за културно присвајање.[39] Године 2018, бели глумац Зак Ефрон оптужен је за културно присвајање, када је објавио своју слику у дредовима.[40]

### Остали примери
Иако историја колонизације и маргинализације није јединствена само за Америку, пракса да спортски тимови који нису аутохтони изводе имена тимова, слике и маскоте од аутохтоних народа и даље је уобичајена у Сједињеним Државама и Канади, и опстала је у одређеној мери упркос протести староседелачких група. Певеварди, професор и директор студија аутохтоних народа на Државном универзитету у Портланду, наводи аутохтоне маскоте као пример несвесног расизма који, стављајући слике Индијанаца или људи из првих народа у измишљени медијски контекст, наставља да одржава супериорност доминантне културе. Тврди се да такве праксе одржавају однос моћи између доминантне културе и домородачке културе и могу се посматрати као облик културног империјализма.
Израз wigger (уобичајени правопис "wigga") је жаргонски израз за белу особу која усваја манире, језик и моду повезане са афроамеричком културом, посебно хип хопом, и, у Британији, грајм сценом, често имплицирајући имитација се ради лоше, иако обично са искреношћу, а не са подругљивом намером. Wigger је комбинација white и nigger или nigga, а сродни термин вангста је мешавина wannabe или white и gangsta. Међу љубитељима црног хип-хопа, реч „nigga (црња)“ се понекад може сматрати пријатељским поздравом, али када је користе белци, обично се сматра увредљивом. „Wigger“ може бити погрдан, одражавајући стереотипе о афроамеричким, црним Британцима и белцима. Овај израз понекад користе други белци да омаловаже особу која се доживљава као "црна".
Феномен да белци усвајају елементе црначке културе преовладава барем од када је ропство укинуто у западном свету. Концепт је документован у Сједињеним Државама, Канади, Уједињеном Краљевству, Аустралији и другим земљама са већином белаца. Рани облик овога био је white negro на сценама џеза и свинга 1920-их и 1930-их. Године 1993, чланак у британским новинама The Independent описао је феномен беле деце из средње класе која су хтела бити „црнци“.
Афроамериканци су оптужени за културно присвајање од стране људи из Африке. Ово је оспорено јер су припадници дијаспоре тврдили да су повезани са Африком, али они из Африке су то оспорили.
Израз „блекфишинг“ популаризовала је 2018. године списатељица Вона Томпсон, описујући беле инфлуенсере на друштвеним мрежама које усвајају изглед за који се сматра да је афрички, укључујући исплетену косу, тамну кожу од сунчања или шминке, пуне усне, дебље бутине и генерално облине у доњем делу тела. Критичари тврде да одузимају пажњу и могућности црних инфлуенсера присвајајући њихову естетику и упоређују овај тренд са "блекфејс".
Од средњег века, несловенски владари у источној Европи присвајали су културу својих поданика да би стекли њихово поверење. Викинзи су у Кијевској Русији опонашали ношњу и обријане главе словенског становништва, прешли у православно хришћанство и русификовали своја оригинална скандинавска имена.
Међу критичарима, злоупотреба и лажно представљање домородачке културе сматрају се експлоататорским обликом колонијализма и кораком у уништавању домородачких култура.
Популарно познат пример присвајања источноазијске културе је у вези са чувеним твитом „Моја култура НИЈЕ твоја проклета матурска хаљина“. Ово је написао Џереми Лам у вези са фотографијама које је поставила млада жена по имену Кезија Даум из Јуте, која је носила ћипао, кинеску традиционалну хаљину на матурској вечери своје школе.
Од 2020. до данас, постојао је упорни проблем у вези са усвајањем и извртањем хиндуистичких верских пракси белаца (религија која потиче из Јужне Азије), ковајући их са кровним термином „духовност“. То су биле праксе, укључујући употребу Урокљивог ока, Хамсе, итд. за које људи који одрастају као Хиндуси пријављују да су били малтретирани у својој прошлости, па чак и садашњости.
Од раних 2000-их, постало је све популарније за људе који нису азијског порекла, да тетовирају деванагари, корејска слова или хан знакове (традиционални, поједностављени или јапански), често не знајући право значење симбола који се користе.
Године 2017, Дух у оклопу, који је заснован на сеинен манги аутора Широва, изазвао је спорове. Скарлет Џоханссон, бела глумица, преузела је улогу Мотоко Кусанаги, јапанског лика. Неки западни обожаваоци оригиналне манге су то сматрали културним присвајањем који су очекивали да ће ту улогу преузети азијски или азијско-амерички глумац.
Током Ноћи вештица, неки људи купују, носе и продају костиме за Ноћ вештица засноване на културним или расним стереотипима. Костиме који осликавају културне стереотипе, као што су „Викинг“, „Индијански ратник“ или „Покахоти“, понекад носе људи који не припадају културној групи која је стереотипна. Ови костими су критиковани као у најбољем случају лошег укуса, ау најгорем случају очигледно расистички и дехуманизујући. Било је јавних протеста који су позивали на престанак производње и продаје ових костима и повезивали њихове "понижавајуће" приказе домородачких жена са кризом несталих и убијених домородачких жена. У неким случајевима одржавају се тематске забаве на којима се учесници подстичу да се облаче као стереотипи одређене расне групе. На пример, не-Роми носе ромску ношњу упркос томе што Роми свакодневно доживљавају расизам и стереотипе.
Замерке неких Индијанаца према таквим плесним тимовима усредсређене су на идеју да су плесне представе облик културног присвајања који поставља плес и костиме у неприкладне контексте лишене њиховог правог значења, понекад мешајући елементе из различитих племена. Насупрот томе, плесни тимови наводе да је „[њихов] циљ очување индијанског плеса и наслеђа кроз стварање плесних регалија, плесања и подучавања других о култури Индијанаца“.
Неки људи у трансродној заједници протестовали су против избора стрејт, цисродних глумаца у транс глумачке улоге, као када је Еди Редмејн играо улогу уметнице Лили Елбе у филму Данкиња и када је Џаред Лето играо улогу транс жене под називом Рејон у Пословни клуб Далас. Неки у геј заједници изразили су забринутост због коришћења стрејт глумаца да играју геј ликове; ово се дешава у филмовима као што су Скривена љубав (глумци Арми Хамер и Тимоти Шаламе), Планина Броукбек (Хит Леџер и Џејк Џиленхол) итд. У другом правцу, Ендру Хеј, писац и редитељ, рекао је: „Ретко видите да геј глумци аплаудирају јер игра стрејт. Џеј Карузо назива ове контроверзе „потпуно измишљеним“, уз образложење да глумци „играју улогу“ користећи „уметност глуме“.
Влада Гане је оптужена за културну апропријацију у усвајању Дана еманципације Кариба и рекламирању афроамеричким туристима као "афричком фестивалу".
За неке припаднике јужноазијске заједнице, ношење бинди тачке као украсног предмета од стране нехиндуиста може се сматрати културним присвајањем, иако су други хиндуси оспорили то гледиште.
Године 2011. група студената на Универзитету у Охају покренула је кампању постера осуђујући употребу културних стереотипа као костима. Кампања укључује обојене људе заједно са њиховим стереотипима са слоганима попут „Ово нисам оно што сам и ово није у реду“. Циљ покрета је био подизање свести о расизму током Ноћи вештица на универзитету и околној заједници, али слике су такође кружиле интернетом.

## Критика концепта
Џон Меквортер, професор на Универзитету Колумбија, критиковао је концепт 2014. године, тврдећи да је културно задуживање и унакрсна оплодња генерално позитивна ствар и нешто што се обично ради из дивљења и без намере да се нашкоди културама које се опонашају; он је такође тврдио да је специфичан израз „присвајање“, који може значити крађу, обмањујући када се примени на нешто попут културе коју сви не виде као ограничен ресурс. У 2018, конзервативни колумниста Јонах Голдберг описао је културно присвајање као позитивну ствар и одбацио противљење томе као производ жеље неких људи да буду увређени. Кваме Антони Апиах, етички колумниста Њујорк Тајмса, рекао је да термин културно присвајање погрешно означава презриво понашање као имовински злочин. Према његовом мишљењу „Кључно питање у коришћењу симбола или регалија повезаних са другом групом идентитета није: Која су моја права власништва? Радије је: да ли су моји поступци без поштовања?" 